# Marku
Marku – gaun wikas samiti w zachodniej części Nepalu w strefie Seti w dystrykcie Achham. Według nepalskiego spisu powszechnego z 2011 roku liczył on 471 gospodarstw domowych i 2156 mieszkańców (1220 kobiet i 936 mężczyzn).